# 唐元楫
唐元楫（16世紀—17世紀），字應運，廣東廣州府新會縣白石人，明朝、南明政治人物。

## 生平
唐元楫精通經史，在天啟四年（1624年）中舉人，崇禎十六年（1643年）成進士，獲授兵部職方主事，休假南歸時北京淪陷；之後在永曆年間官復原職，但很快和曹燁、包宣在肇慶向清朝將領李成棟投降。佟養甲曾召用他為梧州推官，他不領命；其後清朝巡按曾疏推薦起用他，又召用為桂林知府，他也堅拒出仕，到七十八歲時去世，學者私諡文貞。

## 引用
1. 1 2  錢海岳《南明史·卷五十七·列傳第三十三》：（永曆時）職方郎中唐元楫、員外郎包宣嘗與（曹）燁同降（李成棟）……元楫，字應運，南海人。崇禎四【十六】年進士。職方主事累擢。清以桂林知府召用，未赴。卒年七十八。
2. ↑  道光《新會縣志·卷六·選舉》：唐元楫 （崇禎【天啟】）四年甲子科 賈志 見進士
3. ↑  同治《新會縣志·卷九·人物下》：唐元楫，字應運，白石人。淹貫經史，皆根極理要，舉天啟四年舉人，崇禎十六年進士。授兵部職方司主事，給假南還，值鼎革，部院佟養甲檄署梧州司李，不就。順治中巡按疏薦起用，堅辭不起，卒年七十有八，學者私諡文貞。